# Кайзерин (линеен кораб, 1911)
Кайзерин (на немски: SMS Kaiserin) е линеен кораб на Германския императорски военноморски флот. Третият кораб от типа линейни кораби „Кайзер“. Взема участие в Първата световна война. Кръстен е в чест на германската императрица и кралица на Прусия Августа Виктория.
„Кайзерин“, както и четирите други еднотипни линкора, участва във всички основни операции през войната, включая и Ютландското сражение от 31 май – 1 юни 1916 г. Разположен в центъра на немската линия „Кайзерин“ не е повреждан, както другите немски кораби, такива, като линкорите „Кьониг“, „Гросер Курфюрст“ и линейните крайцери. „Кайзерин“ излиза от сражението абсолютно невредим.
Линкорът „Кайзерин“, през октомври 1917 г. взема участие в Операция „Албион“, нападението над принадлежащите на Руската република острови в Рижкия залив, по-късно участва във второто сражение при Хелголанд, през ноември 1917 г.
След поражението на Германия и подписването на Примирието, през ноември 1918 г., „Кайзерин“, както и болшинството големи бойни кораби от Флота на откритото море, е интерниран от британския Кралски флот в Скапа Флоу. Корабите са разоръжени, а техните екипажи съкратени. На 21 юни 1919 г., малко преди подписването на Версайския договор командващият интернирания флот, контраадмирал Лудвиг фон Ройтер, издава заповед за потопяването на флотата. „Кайзерин“ е изваден през 1936 г. и разкомплектован за метал.